# Italjet Buccaneer
La Buccaneer è una motocicletta stradale costruita dall'Italjet dal 1972 al 1979.

## Il contesto
Sul finire degli anni sessanta la Italjet divenne importatrice per l'Italia della Yamaha: tale accordo permise al vulcanico Leopoldo Tartarini, patron della Casa bolognese, di pensare a una 125 equipaggiata con il raffinato bicilindrico a due tempi della Casa dei tre diapason. Tale soluzione, peraltro, consentiva di aggirare il contingentamento imposto alle moto provenienti dal Giappone. La presentazione della nuova moto avvenne in occasione del Salone di Milano 1971.

## La moto
La Buccaneer presentata a Milano impiegava il bicilindrico due tempi Yamaha con cambio a cinque rapporti, per il quale era dichiarata una potenza di 15 CV e che spingeva la moto a oltre 120 km/h. Di provenienza nipponica erano anche strumentazione, impianto elettrico e mozzi, mentre il telaio (a doppia culla chiusa), le sospensioni (Marzocchi) e le sovrastrutture erano realizzate in Italia: la linea, di stampo americaneggiante, veniva ripresa dalla "sorella maggiore" Grifon 650 Californian.
Nel 1973 il motore fu aggiornato con l'adozione di cilindri in alluminio anziché in ghisa (oltre a nuove grafiche e sovrastrutture); due anni dopo la moto ottenne un nuovo motore con distribuzione a lamelle, più potente di 3 CV rispetto al precedente.
Per il 1976 la Buccaneer fu sottoposta a un restyling: manubrio basso, serbatoio maggiorato e sella con codino. Dal punto di vista meccanico, furono montate l'accensione elettronica e il miscelatore automatico, mentre già a fine 1975 era stato introdotto il freno a disco all'anteriore. Ultimo restyling a inizio 1979, poco prima della fine della produzione, quando furono introdotti i cerchi in lega e un secondo freno a disco anteriore.
Furono prodotte complessivamente 2.740 Buccaneer.

## Le competizioni
La Buccaneer si dimostrò presto molto adatta alle competizioni, vincendo tre titoli italiani Juniores della 125 tra il 1973 e il 1975. Per i piloti privati, inoltre, la Italjet forniva un kit di preparazione.